# 宗形氏世
宗形 氏世（むなかた の うじよ）は、宗像大社（現在の福岡県宗像市）の第3代宮司（在任：964年 - 986年）。第3代大宮司とする記録は信用性がない。
「宗形」は「宗像」とも表記する。一般的には宗形氏男の子という。